# Acanthurus leucocheilus
Acanthurus leucocheilus là một loài cá biển thuộc chi Acanthurus trong họ Cá đuôi gai. Loài cá này được mô tả lần đầu tiên vào năm 1927.

## Từ nguyên
Danh từ định danh của loài cá này, leucocheilus, trong tiếng Latinh có nghĩa là "môi trắng", hàm ý đề cập đến màu trắng trên môi của chúng.

## Phạm vi phân bố và môi trường sống
A. leucocheilus có phạm vi phân bố rộng rãi trên khắp Ấn Độ Dương - Thái Bình Dương. Loài cá này được ghi nhận từ Yemen dọc theo vùng bờ biển Đông Phi (giới hạn đến Mozambique), bao gồm đảo quốc Seychelles ngoài khơi, mở rộng phạm vi về phía đông đến một phần Sri Lanka, Lakshadweep, Maldives, quần đảo Chagos, và xa hơn nữa là đến đảo Giáng Sinh (Úc), cũng như các rạn san hô Scott và quần đảo Ashmore ngoài khơi Tây Úc; từ biển Andaman, A. leucocheilus xuất hiện ở hầu hết vùng biển các đảo quốc thuộc quần đảo Mã Lai (trừ Biển Đông), trải dài đến một số các đảo quốc, quần đảo thuộc châu Đại Dương, bao gồm: Palau, quần đảo Marshall, Tuvalu, Niue, quần đảo Line.
A. leucocheilus sống gần các rạn san hô viền bờ và đá ngầm ở độ sâu đến ít nhất là 30 m.

## Mô tả
Chiều dài cơ thể tối đa được ghi nhận ở A. leucocheilus là 45 cm. Loài cá này có một mảnh xương nhọn màu trắng chĩa ra ở mỗi bên cuống đuôi tạo thành ngạnh sắc, là đặc điểm của họ Cá đuôi gai.
Cơ thể của A. leucocheilus có hình bầu dục thuôn dài, màu nâu rất sẫm, gần như đen. Môi của chúng có màu trắng xám. Ở họng có một dải màu trắng mờ. Vây ngực có một vệt màu vàng tươi ở giữa. Cuống đuôi trường có một dải màu trắng bao quanh. Vây đuôi lõm sâu, hình lưỡi liềm, có dải màu lam sáng ở rìa sau. Chóp sau của vây lưng và vây hậu môn, cũng như vây bụng, có màu cam; riêng vây lưng và vây hậu môn có thêm dải viền màu xanh ánh kim ở rìa. Cá con chưa trưởng thành có màu nâu với vây đuôi màu vàng.
Số gai ở vây lưng: 9; Số tia vây ở vây lưng: 24 - 25; Số gai ở vây hậu môn: 3; Số tia vây ở vây hậu môn: 23.

## Sinh thái
Thức ăn của A. leucocheilus là các loại tảo sợi và vụn hữu cơ. Chúng có thể sống đơn độc hoặc hợp thành từng nhóm nhỏ.

## Đánh bắt
A. leucocheilus là loài có tầm quan trọng trong ngành thủy sản thương mại và buôn bán cá cảnh. Chúng được bày bán trong các chợ cá ở Thái Lan và Philippines. Giá bán trực tuyến của A. leucocheilus dao động trong khoảng từ 169,95 đến 449,95 USD tùy thuộc vào kích thước.